# Time Machine (canção de Alicia Keys)
"Time Machine" é uma canção da cantora, compositora e produtora americana Alicia Keys. Lançada em 20 de Novembro de 2019 como segundo single de seu sétimo álbum de estúdio, Alicia (2020). Um EP com versões remixes intitulado "Time Machine (Remixes)" foi lançado em 31 de Janeiro de 2020.

## Composição
"Time Machine" é uma canção dance, new wave synth, electro-funk com influência disco,  composta em tom Eb menor com um tempo de 106 batidas por minuto.  
É descrita pela cantora como uma mistura entre The Notorious B.I.G, Michael Jackson e Funkadelic.

## Videoclipe
Filmado na pista de patinação "World on Wheels" em Los Angeles o videoclipe mostra uma vibe retrô.
“Essa é uma música de patinação para mim. É como se você tivesse dado algumas voltas e finalmente começasse a sentir livre, podendo ser 100% você… sem se preocupar com coisas como: “E vou cair? Alguém vai esbarrar em mim?”, explica a cantora em entrevista a Entertainment Weekly. Foi dirigido pela Timeless Eye Productions e co-dirigido por Art Johnson e Cole Cook, irmão de Alicia e contém a participação especial da rapper Tierra Whack.

## Performances ao Vivo
A primeira performance de Time Machine ocorreu no evento Live Lounge da BBC Radio 1 em 6 de Fevereiro de 2020. Alicia também performou em um show para promover o álbum Alicia realizado no Bush Hall em Londres em 7 de fevereiro de 2020.

## Recepção da Crítica
O portal Rap-Up descreveu a música como um " uma paulada retro-funk". Chris Murphy da Vulture chamou de "suave, retrocedente e velha escola.
Michael Saponara da Billboard disse que "é uma grande mudança em comparação com as gravações recentes de Keys carregadas de claves que estamos acostumados". Althea Legaspi da Rolling Stone disse que "enquanto o título sugere nostalgia, a letra da música se concentra em deixar os problemas de lado e encontrar a liberdade". Vários críticos também compararam seus vocais ao trabalho da cantora Solange.

## Faixas e formatos
| Download Digital |                |         |  |
| N.º              | Título         | Duração |  |
| 1.               | "Time Machine" | 4:30    |  |

| Download Digital - Remixes |                                       |         |  |
| N.º                        | Título                                | Duração |  |
| 1.                         | "Time Machine (Cedric Gervais Remix)" | 3:01    |  |
| 2.                         | "Time Machine (MK Remix)"             | 3:38    |  |
| 3.                         | "Time Machine (KC Lights 6am Remix)"  | 4:08    |  |

## Desempenho nas tabelas musicais

### Posições
| Tabela musical (2020)                              | Melhor posição |
| -------------------------------------------------- | -------------- |
| Estados Unidos ( Hot Dance Club Songs) (Billboard) | 25             |

## Histórico de lançamento
| País  | Data                   | Formato         | Formato          | Gravadora       |
| ----- | ---------------------- | --------------- | ---------------- | --------------- |
| Mundo | 20 de Novembro de 2019 | Versão do álbum | Download digital | Sony Music, RCA |
| Mundo | 20 de Novembro de 2019 | Versão do álbum | Streaming        | Sony Music, RCA |
| Mundo | 31 de Janeiro de 2020  | Remixes         | Download digital | Sony Music, RCA |
| Mundo | 31 de Janeiro de 2020  | Remixes         | Streaming        | Sony Music, RCA |